# Massa Bouchafa
Massa Bouchafa (de son vrai nom: Zaina Naït Chabane, en kabyle: Zayna Nat Chaban, ⵥⴰⵢⵏⴰ ⵏⴰⵜ ⵛⵀⴰⴱⴰⵏ) est une chanteuse algérienne d’expression kabyle. Née en 1964, elle est originaire du village Azrou qui se trouve dans la commune d'Illilten (Wilaya de Tizi Ouzou).
Habillée de costumes traditionnels colorés, elle interprète de nombreuses chansons composées et écrites par son mari, M'hend Bouchafa.
Elle se fait connaître en chantant à l'université de Tizi Ouzou lors du neuvième anniversaire du printemps berbère en 1989.
Ses chansons sont généralement des airs de fêtes emplis d'optimisme ("Tamaghra"). Dans son répertoire musical riche et varie, elle a consacré une chanson dédiée à la mémoire de l'écrivain Mouloud Mammeri.

## Discographie

### Albums
- 1989 : Hommage à Mouloud Mammeri
- 1990 : Tiɣri
- 1991 : Inebgawen
- 1993 : Siwel-as
- 1994 : Ay lhiɣ
- 1997 : Ma Tufid
- 1999 : La Perle du Djurdjura
- 1999 : Massa Bouchafa Live
- 2001 : Yuli was
- 2001 : Rythmes berbères d'Algérie
- 2002 : Taqbaylit
- 2003 : The Best-of
- 2005 : Muxalxal
- 2007 : Tanaslit
- 2013 : Tamurt-iw
- 2017 : Yedja-yi
- 2020 : The Best-of vol 1
- 2020 : The Best-of vol 2

### Singles
- 2022 : Ccah Yehwa-yi
- 2022 : Briɣ-ak